# Вільковецько
Вільковецько (пол. Wilkowiecko) — село в Польщі, у гміні Опатув Клобуцького повіту Сілезького воєводства.
Населення — 1052 особи (2011).
У 1975-1998 роках село належало до Ченстоховського воєводства.

## Демографія
Демографічна структура станом на 31 березня 2011 року:
|          | Загалом | Допрацездатний вік | Працездатний вік | Постпрацездатний вік |
| -------- | ------- | ------------------ | ---------------- | -------------------- |
| Чоловіки | 487     | 103                | 333              | 51                   |
| Жінки    | 565     | 103                | 320              | 142                  |
| Разом    | 1052    | 206                | 653              | 193                  |